# 장미촌
《장미촌》(薔薇村)은 1921년 5월 24일에 선교사 필링스(변영서)가 창간한 한국 최초의 시 동인지이다. 시 전문지로서 활발한 시작(詩作) 활동을 보여주었다. 이론과 실제 시작이 합치된 최초의 문학동인지이자 동인간의 작품 세계의 통일성을 최초로 보여주었다는 점에서 동인지다운 한국 최초의 동인지였다고 할 수 있다. 또한 《장미촌》은 백조의 전신적 역할을 한 데에 문학사적 의의가 있다.

## 동인
황석우·변영로·박종화·박영희·오상순·노자영·정태신·신태악·박인덕·이홍·이훈 등 11명이 동인이다. 이 중 오상순은 동인에 가입은 했으나, 동인지에 시를 발표하지 않았으므로, 본격적 동인은 그를 제외한 나머지 10명이라 할 수 있다.

## 서지
편집인은 황석우, 발행인은 변영서이고 장미촌사에서 발행했다. 4·6판 크기로 23면의 짧은 잡지이다. 시 12편, 산문시 1편, 번역시 1편이 실려 있다.

## 성격
창간호 표지 중앙에 다음과 같은 선언이 있다.
| “ | 우리들은 인간으로의 참된 고뇌의 촌에 들어왔다. - 중략 - 장미의 훈향 높은 신과 인간과의 경하로운 화혼의 향연의 얽히는 촌을 세우려 한다. 우리는 이 곳을 다못 우리들의 젊은 영의 열탕같이 뜨거운 괴로운 땅과 또는 철화 같은 고도의 정한 정열로서 개척하여 나갈 뿐이다. 장미, 장미, 우리들의 손에 의하여 싹나고, 길리고, 또한 꽃 피려는 장미 | ” |

여기서 《장미촌》의 낭만주의적 성격을 확인할 수 있다.
문학평론가 조연현도 이 선언을 두고 “추상적인 문구들로 동선언이 상징해 보여 주는 것은 분명히 낭만적인 천진성이 아닐 수 없”다면서 “이 땅에서 행해진 최초의 일종의 근대낭만주의문학운동의 일선언”이라고 평했다.

## 폐간
《장미촌》은 창간호를 내고는 바로 폐간되었다. 창간을 주도한 황석우가 당시 일본 와세다 대학 재학 중에 잠시 귀국했다가 만든 잡지인지라, 황석우가 도일하자 중심 인물을 잃고 재정난을 겪으면서 폐간된 것이다. 또, 동인의 추구 목표나 이념이 불확실하여 참여 동인들간 집단 의식이 결여된 것도 창간과 동시에 폐간된 이유의 하나이다.